# Романтик (фільм)
«Романтик» — радянський художній фільм 1989 року, знятий режисером Марком Брауде на кіностудії «Білорусьфільм».

## Сюжет
Драматична історія молодого хлопця, який за високу винагороду погодився відстрілювати бездомних диких собак, але був суворо покараний. Його мрія виїхати з Півночі та повернутися додому так і не здійснилася.

## У ролях
- Олег Мокшанов — головна роль
- Тетяна Васильєва — Гера
- Еугенія Плешкіте — Зінаїда Павлівна
- Всеволод Платов — Матвій Сафронович
- Віра Улик — тітка Сіма
- Владас Багдонас — роль другого плану
- Денис Мирський — роль другого плану
- Володимир Толоконніков — роль другого плану
- Валентина Воїлкова — роль другого плану

## Знімальна група
- Режисер — Марк Брауде
- Сценарист — Володимир Гусаков
- Оператори — Марк Брауде, Костянтин Ремішевський